# La Pouge
La Pouge é uma comuna francesa na região administrativa da Nova Aquitânia, no departamento de Creuse. Estende-se por uma área de 7,58 km². Em 2010 a comuna tinha 93 habitantes (densidade: 12,3 hab./km²).